# Cheval en Corée du Nord
Le cheval en Corée du Nord (coréen : 말 / mal), malgré le faible nombre de sources disponibles à son sujet, semble tenir une grande importance culturelle locale. Il existe au moins un centre équestre dans la banlieue de Pyongyang. Une race de poneys nord-coréens, le Kwangok, a également été documentée. 
La pratique de l'équitation par la famille dirigeante des Kim s'accompagne d'un usage important de l'image du cheval blanc à des fins de propagande. 
Le cheval ailé Chollima, très présent dans les traditions et représentations artistiques nord-coréennes, est lui aussi repris à des fins politiques. 

## Histoire
Il est particulièrement difficile d'obtenir des sources fiables relatives à la Corée du Nord, en raison d'un verrouillage de l'information et de la parution d'un nombre très faible de démentis.
Le royaume de Goryeo, qui inclut les actuelles Corées du Nord et du Sud, fut régulièrement confronté à l'utilisation militaire du cheval lors de ses affrontements contre des cavaliers nomades, avant d'intégrer lui-même le cheval à ses unités militaires, et de développer la poste aux chevaux, au contact des Mongols.
Le réalisateur Michael Sztanke, qui s'est rendu en Corée du Nord en 2007, 2012 et 2014, décrit sur son blog et dans son documentaire, Corée du Nord, la grande illusion, l'existence d'un centre équestre construit peu avant 2012 dans la banlieue de la capitale Pyongyang. Ce centre équestre est également mentionné par un voyagiste, en 2013.
L'écrivain français Jean-Louis Gouraud visite la Corée du Nord à l'automne 2016, et décrit à cette occasion le centre équestre ainsi qu'un spécimen d'une race locale de chevaux, le Kwangok. 
En septembre 2020, des images satellites montrent qu'un hippodrome est en cours de construction dans l'Est de Pyongyang, près d'un hôtel luxueux géré par Air Koryo.

## Pratiques et usages

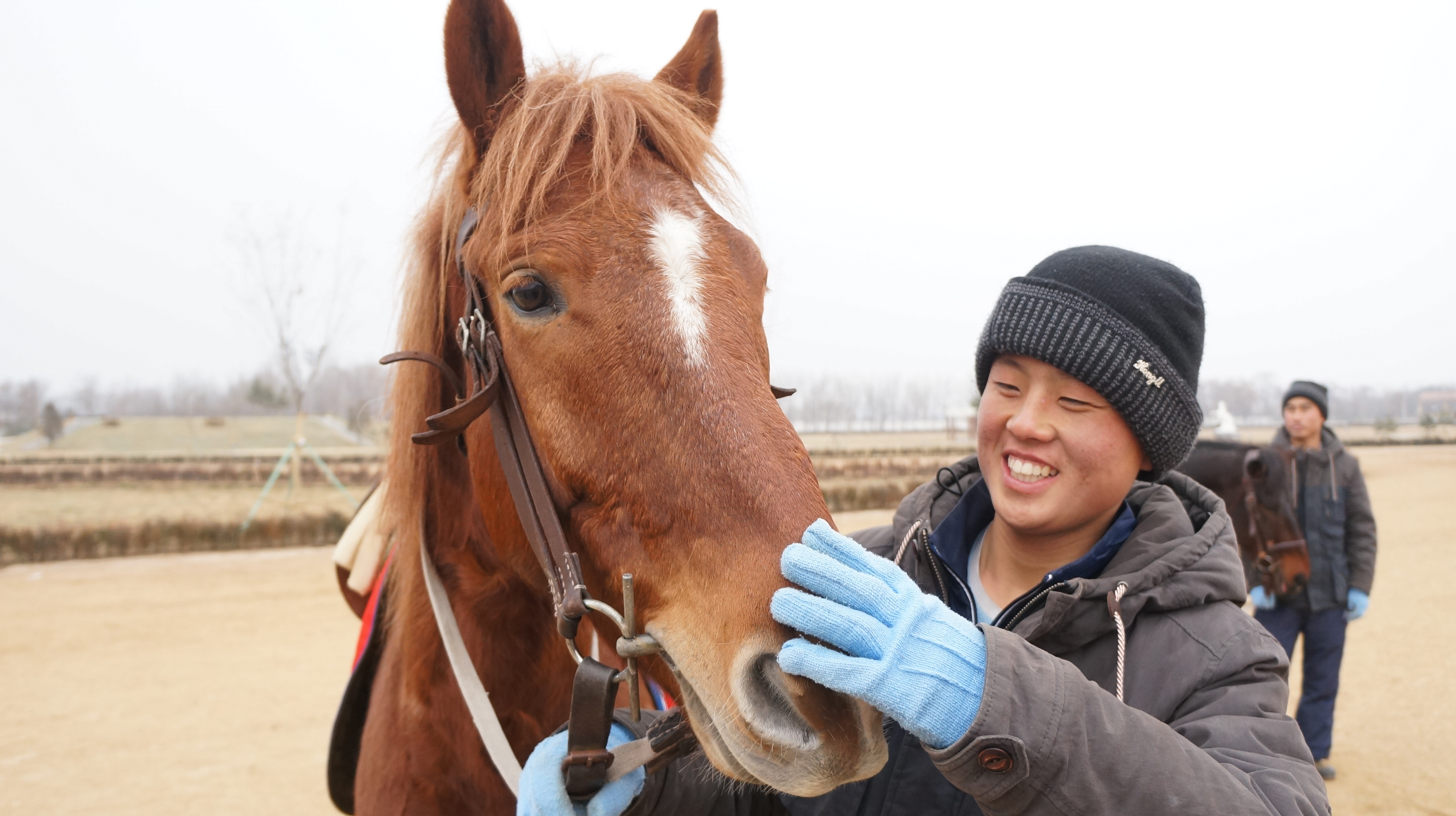
Cavalier au centre équestre de Mirim, près de Pyongyang.

Le cheval était utilisé au travail agricole dans les rizières, mais cet usage tend à reculer.

## Élevage
En 2017, dans l'ouvrage Equine Science, la population chevaline nord-coréenne est estimée à 48 000 têtes, ce qui représenterait 0,08 % de la population chevaline mondiale.
La base de données DAD-IS ne fournit aucune information à propos des races de chevaux élevées en Corée du Nord. Le guide Delachaux fait état de ce manque d'information disponibles, supposant une proximité entre les chevaux de Corée du Nord et ceux de Corée du Sud.
Jean-Louis Gouraud cite l'existence de trois races, le Pyongwon, le Sabyol et le Kwangok, dont il a photographié un specimen alezan en 2016.
D'après le média NK News, au moins depuis les années 1990, la famille dirigeante nord-coréenne a pour tradition d'acheter des trotteurs Orlov russes. Les sanctions internationales appliquées à la Corée du Nord ne s'appliquant pas au commerce des chevaux, en 2019, une douzaine de chevaux de « pure race » d'une valeur de 75 509 $ sont importés depuis la Russie,. Les données d'import obtenues depuis la Russie indiquent que parmi ces chevaux importés par le régime en 2019, figurent deux Trotteurs Orlov ainsi qu'un poney Welsh,. 
En 2020, une nouvelle importation porte sur 30 chevaux russes croisés, de valeur plus faible, pour un montant de 19 600 $.

## Culture

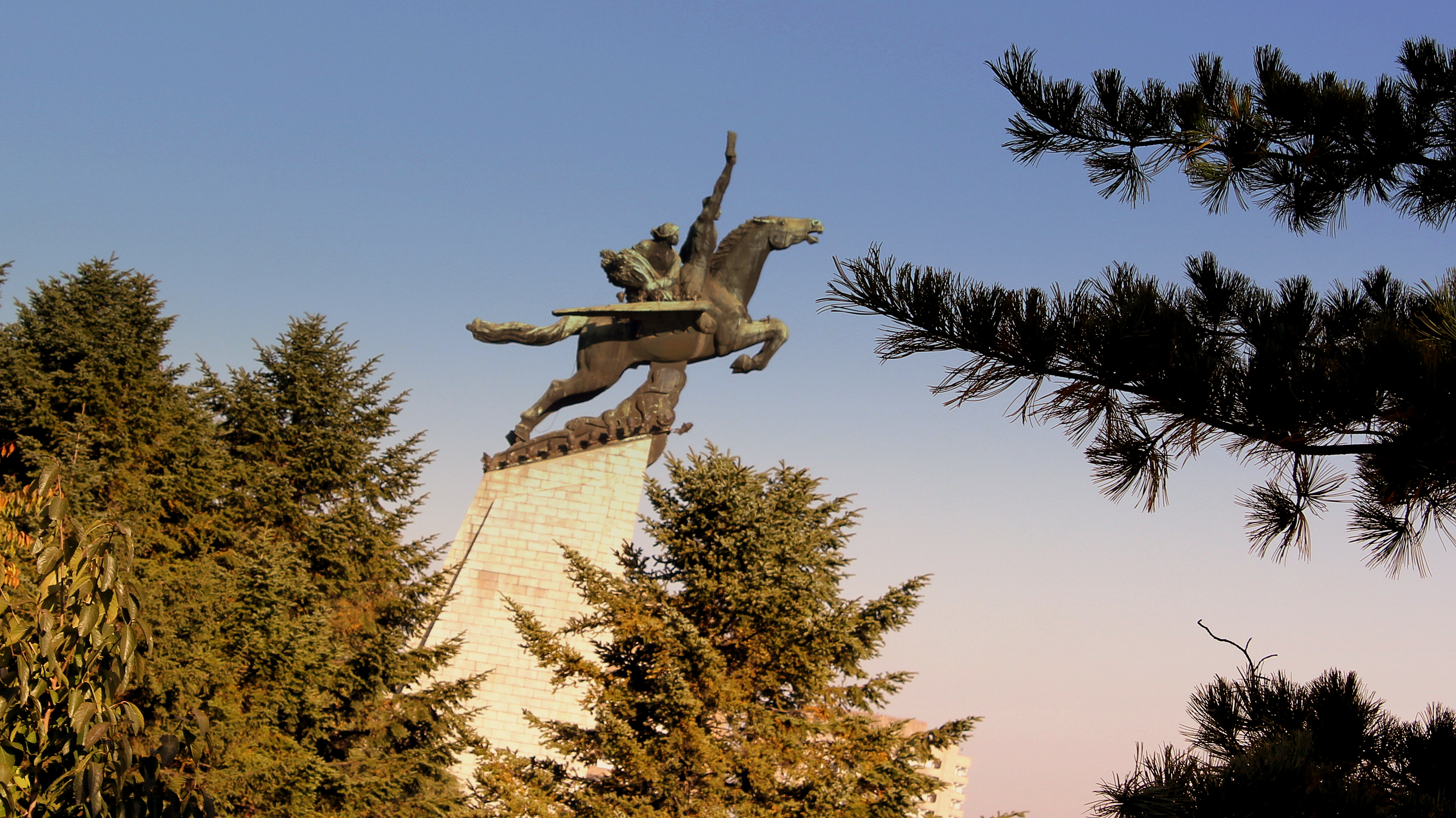
Statue de Chollima à Pyongyang, en octobre 2012.

La figure du cheval apparaît dans la mythologie coréenne. Cependant, dans le cadre de l'affirmation d'une identité nationale, ces chevaux de la mythologie coréenne sont cités d'une manière exclusive dans chacune des deux Corées, l'appel à la figure de Chollima étant exclusif à la Corée du Nord, et le cheval blanc céleste à la Corée du Sud.

### Chollima
Le cheval mythique Chollima est présent à travers le mouvement Chollima, mouvement de mobilisation des travailleurs de la fin des années 1950 et du début des années 1960, qui est plutôt décrit comme une « série d'exercices de renforcement de la légitimité et le principal moyen par lequel le régime nord-coréen a préservé l'hégémonie de Kim Il-sung après la guerre de Corée ». Il existe aussi une représentation fameuse de ce cheval à Pyongyang, sous forme de statue. 

### Symbole de la famille Kim
Le cheval est l'un des symboles de la famille dirigeante de la Corée du Nord, les Kim. 
Kim Jong-un a recouru plusieurs fois à la symbolique du cheval blanc pour se mettre en scène dans des clips de propagande diffusés en Corée du Nord ; ces clips le montrent au galop dans divers paysages, dans le but probable de symboliser la vitalité et le dynamisme, mais aussi « son dévouement et son travail acharné pour le peuple »,. En 2022, il est ainsi présenté galopant dans la montagne, probablement pour symboliser un redressement de l’économie du pays.